# Alireza Ghasemi
Alireza Ghasemi (persa: علیرضا قاسمی; nacido en 1990) es un guionista, director de cine y productor iraní. Es conocido especialmente por su película En tierra de hermanos, por la cual ganó el Premio a la Mejor Dirección en el Festival de Cine de Sundance.

## Biografía
Ghasemi se graduó en la Universidad de Arte de Teherán, donde estudió cine, y más tarde asistió a la Filmakademie Baden-Württemberg en Alemania. También es exalumno del Festival de Cannes Cinema de demain (2018) y del Berlinale Talents (2022).
Ghasemi obtuvo reconocimiento internacional por primera vez con su cortometraje Lunch Time (2017), que fue nominado a la Palma de Oro de Cortometraje en el 70.º Festival de Cine de Cannes. Posteriormente dirigió y coescribió varios cortometrajes notables, incluidos Better Than Neil Armstrong (2019), Extra Sauce (2020) y Solar Eclipse (2021). Estas obras se proyectaron en numerosos festivales de cine prestigiosos y recibieron elogios de la crítica por sus narrativas innovadoras y profundidad temática.
Más allá de la realización cinematográfica, Ghasemi ha participado activamente en la organización de festivales de cine. Se desempeñó como director del 11.er Festival Internacional de Cortometrajes de Nahal en 2014 y fundó el Festival Internacional de Cine Mudo Globe en 2015. En 2021, fue nombrado director de los Premios de la Academia de Cortometrajes de Irán (Premios ISFA), contribuyendo aún más al reconocimiento de los cortometrajes y los cineastas en Irán.
Su primer largometraje, En tierra de hermanos (2024), se estrenó en el Festival de Cine de Sundance y obtuvo el Premio a Mejor Dirección en la Competencia de Cine Mundial. La película, que profundiza en temas de desplazamiento y vínculos familiares, consolidó aún más a Ghasemi como un cineasta con conciencia social.

## Premios
- En tierra de hermanos: Premio a la dirección, Festival de Cine de Sundance
- Eclipse solar: Mejor cortometraje internacional, Minimalen Film Festival
- Lunch Time : Nominado a la Palma de Oro de Cortometraje en el 70° Festival de Cine de Cannes, 2017 [8]
- Frecuencia : Nominada a Mejor Película Experimental y Ganadora del premio a Mejor Montaje en el 13.er Festival Internacional de Cortometrajes Estudiantiles de Nahal, 2016 [9]
- Shortcut : Ganador del Premio Especial del Comité del Jurado en el 12.º Festival Internacional de Cortometrajes Estudiantiles de Nahal, 2015 [10]